# Bestuurslagen per land in Europa
Dit is een overzicht van bestuurslagen per land en apart bestuurd gebied in Europa.
Dit overzicht maakt deel uit van een reeks van zes overzichten per werelddeel. De andere overzichten betreffen Afrika, Australië en Oceanië, Azië, Noord- en Midden-Amerika en Zuid-Amerika. Antarctica is ondanks de territoriale claims niet bestuurlijk ingedeeld en heeft geen bestuurslagen.

## Uitleg

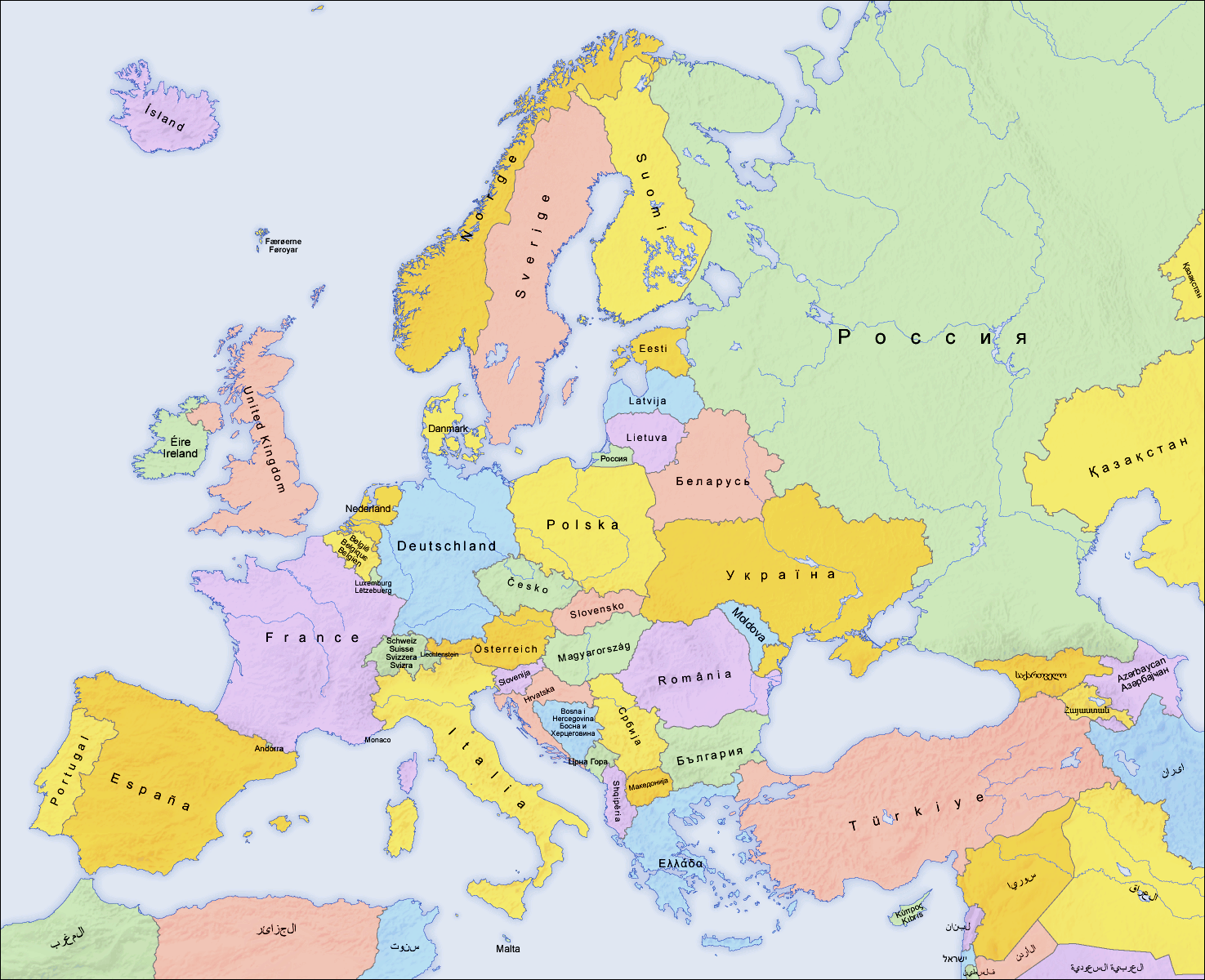
Europa

In dit overzicht zijn opgenomen bestuurslagen van de feitelijk onafhankelijke staten in Europa (in ruime zin, dus inclusief Rusland, de Kaukasus, Turkije en Cyprus)), dat wil zeggen de internationaal erkende onafhankelijke staten (de leden van de Verenigde Naties plus Vaticaanstad als waarnemer bij de VN, en het door veel landen erkende Kosovo) en de landen die door geen of een beperkt aantal leden van de Verenigde Naties worden erkend (Abchazië, Artsach, Noord-Cyprus, Transnistrië en Zuid-Ossetië).
Naast deze landen zijn ook een aantal afhankelijke gebieden en andere gebieden die geen integraal onderdeel zijn van een land, opgenomen.
Het overzicht bevat ook verwijzingen naar twee andere soorten gebieden. Het gaat daarbij om overzeese gebieden die volledig deel uitmaken van het moederland en om gebieden die officieel geen afhankelijke gebieden zijn, maar vanwege hun bijzondere status toch vaak als zodanig beschouwd worden. Ten slotte is ook opgenomen de Europese Unie, omdat aan haar de burger rakende wetgevende en bestuursbevoegdheden zijn overgedragen. Verwijzingen naar een andere entiteit in een van de overzichten worden voorafgegaan door een pijltje (→).
Per gebied wordt in een kleurenoverzicht iedere bestuurslaag vermeld. Onder een bestuurslaag wordt naast de centrale overheid van het gebied verstaan een territoriaal onderdeel van een land waar regels vastgesteld en/of beslissingen worden genomen over bepaalde gebieden en/of hun bewoners. Dat betekent dat de organen van een bestuurslaag hetzij regelgevende hetzij uitvoerende bevoegdheden hebben en vaak beschikken over eigen begrotingen. Bestuurlijke indelingen die louter administratief zijn of van statistische aard zijn daarom niet opgenomen. Evenmin zijn vrijwillige samenwerkingsverbanden van bestuurslagen opgenomen.
Indien een bestuurslaag louter gedeconcentreerde bevoegdheden heeft, wordt deze wel vermeld en daarbij cursief weergegeven in de kleur van de bovenliggende bestuurslaag. Indien een deel van een land niet onder controle is van de centrale overheid wordt dat vermeld in een noot bij de landsnaam. Namen van federale eenheden en autonome deelstaten worden bij de bestuurslaag vermeld. Indien een land afhankelijke gebieden heeft (in welke vorm dan ook), worden deze ook bij het land vermeld, voor zover van toepassing met verwijzingen.
Van iedere bestuurslaag worden in de noten bij het overzicht indien beschikbaar het (staats)hoofd, de regeringsleider en de volksvertegenwoordiging en hun equivalenten vermeld. De bronnen van het overzicht worden vermeld direct na de noten in het overzicht.
De aanduidingen van de bestuurslagen en organen worden in het Nederlands en indien en voor zover beschikbaar in de nationale ambtstalen vermeld. Voor de Nederlandse aanduiding wordt in het algemeen een letterlijke vertaling gebruikt. Termen als Kreis, county, borough en township worden niet in het Nederlands vertaald.
In de kleurenschema's worden de volgende kleuren gebruikt:
| bestuurslaag op federaal of centraal niveau                                                          |
| bestuurslaag op deelstaatsniveau, inclusief autonome deelstaten                                      |
| bestuurslaag op regioniveau                                                                          |
| bestuurslaag op subregioniveau                                                                       |
| bestuurslaag op subsubregioniveau of interlokaal niveau                                              |
| bestuurslaag op lokaal niveau                                                                        |
| bestuurslaag op sublokaal niveau                                                                     |
| bestuurslaag op niveau van afhankelijk gebied                                                        |
| bestuurslaag met uitsluitend gedeconcentreerde rol hebben de kleur van de laag waar zij toe behoort. |

## Landen en gebieden

### Abchazië
De Republiek Abchazië (Abchazisch: Аҧсны Аҳәынҭқарра, Apsny Ahwyntkarra; Russisch: Республика Абхазия, Respublika Abhazija) is een niet-algemeen erkende onafhankelijke republiek, afgescheiden van →Georgië.
| Republiek Abchazië |        | hoofdstad                 |
| Republiek Abchazië | rayons | steden                    |
| Republiek Abchazië | rayons | stedelijke nederzettingen |
| Republiek Abchazië | rayons | dorpen                    |
| Toelichting: 1. 2. 3. 4. 5. 6. 7. |        |                           |
| Bronnen: - (en) Constitution of the Republic of Abkhazia (staatsinrichting, hoofdstuk 6 over rayons, steden en dorpen) - (ru) Административно-территориальное деление Республики Абхазия - (nl) Bestuurlijke indeling van Abchazië |        |                           |

### Akrotiri en Dhekelia
De Souvereine Bases Akrotiri en Dhekelia (Engels: Sovereign Base Areas of Akrotiri and Dhekelia) is een afhankelijk gebied van het →Verenigd Koninkrijk.
| Souvereine basisgebieden van Akrotiri en Dhekelia | basisgebieden |
| Toelichting: 1. 2. 3. |               |
| Bronnen: - (en) Global Britain and the British Overseas Territories: Resetting the relationship, House of Commons Foreign Affairs Committee 21 februari 2019 - (en) Sovereign Base Areas of Akrotiri and Dhekelia Order in Council 1960 |               |

### Åland
Het Landschap Åland (Zweeds: Landskapet Åland) is als zelfbesturend landschap (självstyrande landskap) onderdeel van →Finland.

### Albanië
De Republiek Albanië (Albanees: Republika e Shqipërisë) is een onafhankelijke en algemeen erkende republiek.
| Republiek Albanië | prefecturen | gemeenten | bestuurseenheden |
| Toelichting: 1. 2. 3. 4. 5. |             |           |                  |
| Bronnen: - (en) Constitution of the Republic of Albania (staatsinrichting, artikel 108 over prefecturen en municipaliteiten) - (en) Report of the World Observatory on Subnational Government Finance and Investment: Republic of Albania, OECD/UCLG, 2019 - (en) Divisons of Powers: Albania, European Committee of the Regions, 2019 - (nl) Bestuurlijke indeling van Albanië |             |           |                  |

### Alderney
Alderney (Engels: Alderney) is als afhankelijkheid (dependency) een onderdeel van →Guernsey.

### Andorra
Het Vorstendom Andorra (Catalaans: Principat d'Andorra) is een onafhankelijk co-vorstendom.
| Vorstendom Andorra | parochies |
| Toelichting: 1. 2. 3. |           |
| Bronnen: - (ca) Constitució d'Andorra (staatsinrichting, artikel 79 over parochies) - (en) Local democracy in Andorra, Congress of Local and Regional Authorities |           |

### Armenië
De Republiek Armenië (Armeens: Հայաստանի Հանրապետություն, Hajastani Hanrapetut῾jun) is een onafhankelijke en algemeen erkende republiek.
| Republiek Armenië |            | municipaliteit | administratief districten |
| Republiek Armenië | provincies | gemeenschappen | gemeenschappen            |
| Toelichting: 1. 2. 3. 4. 5. 6. |            |                |                           |
| Bronnen: - (en) Constitution of the Republic of Armenia (staatsinrichting, artikel 160 over provincies en artikel 179 over gemeenten) - (en) Report of the World Observatory on Subnational Government Finance and Investment: Armenia, OECD/UCLG, 2019 - (en) Divisons of Powers: Armenia, European Committee of the Regions, 2019 - (en) Administrative districts, yerevan.am - (nl) Bestuurlijke indeling van Armenië |            |                |                           |

### Azerbeidzjan
De Republiek Azerbeidzjan (Azerbeidzjaans: Azərbaycan Respublikası) is een onafhankelijke en algemeen erkende republiek. De eenzijdige afscheiding van →Artsach is niet algemeen erkend.
| Republiek Azerbeidzjan | centraal Azerbeidzjan           |                | steden Bakoe | (stedelijk) rayon |
| Republiek Azerbeidzjan | centraal Azerbeidzjan           | overige steden |              |                   |
| Republiek Azerbeidzjan | centraal Azerbeidzjan           | rayons         | gemeenten    | gemeenten         |
| Republiek Azerbeidzjan | autonome republiek Nachitsjevan |                | stad         | stad              |
| Republiek Azerbeidzjan | autonome republiek Nachitsjevan | rayons         | gemeenten    | gemeenten         |
| Toelichting: 1. 2. 3. 4. 5. 6. 7. 8. |                                 |                |              |                   |
| Bronnen: - (en) Constitution of the Republic of Azerbaijan (staatsinrichting, hoofdstuk VIII over Nachitsjevan, hoofdstuk IV over gemeenten) - (en) Report of the World Observatory on Subnational Government Finance and Investment: Azerbaijan, OECD/UCLG, 2019 - (en) Divisons of Powers: Azerbaijan, European Committee of the Regions, 2019 - (en) Participatory Local Democracy: Azerbaijan, The Hunger Project, 2019 - (en) Meriban Mamedova e.a.: Local Government in Azerbaijan, consitutionnet.org - (nl) Bestuurlijke indeling van Azerbeidzjan |                                 |                |              |                   |

### Azoren
De Autonome Regio Azoren (Portugees: Região Autónoma dos Açores) is als autonome regio (região autônoma) onderdeel van →Portugal.

### België
Het Koninkrijk België (ook Frans: Royaume de Belgique) is een onafhankelijke en algemeen erkende federale monarchie.
| Bestuurslagen in België | Bestuurslagen in België            | Bestuurslagen in België | Bestuurslagen in België | Bestuurslagen in België | Bestuurslagen in België | Bestuurslagen in België |
| --- | ---------------------------------- | ----------------------- | ----------------------- | ----------------------- | ----------------------- | ----------------------- |
| Koninkrijk België | gemeenschappen Vlaamse Gemeenschap | gewesten Vlaanderen     | provincies              | arrondissementen        | gemeenten               |                         |
| Koninkrijk België | gemeenschappen Vlaamse Gemeenschap | gewesten Vlaanderen     | provincies              | arrondissementen        | districten              |                         |
| Koninkrijk België | gemeenschappen Vlaamse Gemeenschap | Brussel                 | Brussel                 | arrondissement          | gemeenten               | gemeenten               |
| Koninkrijk België | Franse Gemeenschap                 | Brussel                 | Brussel                 | arrondissement          | gemeenten               | gemeenten               |
| Koninkrijk België | Wallonië                           | provincies              | arrondissementen        | gemeenten               | gemeenten               |                         |
| Koninkrijk België | Wallonië                           | Duitse Gemeenschap      |                         |                         |                         |                         |
| Toelichting: 1. 2. 3. 4. 5. 6. 7. 8. |                                    |                         |                         |                         |                         |                         |
| Bronnen: - (nl) Verdrag betreffende de werking van de Europese Unie (werking, waarvan artikel 2 over de bevoegdheden van de Unie en de lidstaten) - (nl) Grondwet van het Koninkrijk België (staatsinrichting, artikel 2 over gewesten, artikel 3 over gemeenschappen, artikel 162 over provincies en gemeenten) - (nl) Over België: Overheid, Belgische federale overheidsdiensten (staatsinrichting) - (nl) Geografische indeling! Statbel (bestuurlijke indeling, bestuurlijke arrondissementen) - (en) Report of the World Observatory on Subnational Government Finance and Investment: Belgium, OECD/UCLG, 2019 - (en) Local and Regional Government in Europe, p. 6 Belgium, Council of European Municipalities, 2011 - (en) Divisons of Powers: Belgium, European Committee of the Regions, 2019 - (nl) Bestuurlijke indeling van België |                                    |                         |                         |                         |                         |                         |

### Bosnië en Herzegovina
Bosnië en Herzegovina (Bosnisch en Kroatisch: Bosna i Hercegovina; Servisch: Босна и Херцеговина/Bosna i Hercegovina) is een onafhankelijke en algemeen erkende federale republiek.
| Bosnië en Herzegovina | entiteiten Federatie van Bosnië en Herzegovina | kantons  | gemeenten |
| Bosnië en Herzegovina | Servische Republiek                            |          | gemeenten |
| Bosnië en Herzegovina |                                                | district |           |
| Toelichting: 1. 2. 3. 4. 5. 6. 7. |                                                |          |           |
| Bronnen: - (en) Constitution of Bosnia and Herzegovina (staatsinrichting, artikel I, onder 3, over de entiteiten) - (en) Constitution of the Federation of Bosnia and Herzegovina (onderdeel V over kantons en onderdeel VI over gemeenten in de federatie) - (en) Constitution of the Republic of Srpska (artikel 102 over gemeenten) - (en) 15 years of Brčko supervision, (district) - (en) Report of the World Observatory on Subnational Government Finance and Investment: Bosnia Herzegovina, OECD/UCLG, 2019 - (en) Local and Regional Government in Europe, p. 8 Bosnia and Herzegovina, Council of European Municipalities, 2011 - (en) Divisons of Powers: Bosnia and Herzegovina, European Committee of the Regions, 2019 - (nl) Bestuurlijke indeling van Bosnië en Herzegovina |                                                |          |           |

### Bulgarije
De Republiek Bulgarije (Bulgaars: Република България, Republika Bǎlgarija) is een onafhankelijke en algemeen erkende republiek.
| Republiek Bulgarije | oblasten | gemeenten | evt. rayons |
| Toelichting: 1. 2. 3. 4. 5. |          |           |             |
| Bronnen: - (nl) Verdrag betreffende de werking van de Europese Unie (werking, waarvan artikel 2 over de bevoegdheden van de Unie en de lidstaten) - (en) Constitution of the Republic of Bulgaria (staatsinrichting, hoofdstuk VII over de oblasten en gemeenten. - (en) Report of the World Observatory on Subnational Government Finance and Investment: Bulgaria, OECD/UCLG, 2019 - (en) Local and Regional Government in Europe, p. 9 Bulgaria, Council of European Municipalities, 2011 - (en) Divisons of Powers: Bulgaria, European Committee of the Regions, 2019 - (bg) Закон за административно-териториалното устройство на Република България (oblasten, gemeenten en rayons) - (nl) Bestuurlijke indeling van Bulgarije |          |           |             |

### Cyprus
De Republiek Cyprus (Grieks: Κυπριακή Δημοκρατία, Kypriakí Dimokratía) is een onafhankelijke en algemeen erkende republiek, aangesloten bij de supranationale Europese Unie. De eenzijdige afscheiding van →Noord-Cyprus is niet algemeen erkend.
| Republiek Cyprus | districten | steden         |
| Republiek Cyprus | districten | gemeenschappen |
| Toelichting: 1. 2. 3. 4. 5. |            |                |
| Bronnen: - (nl) Verdrag betreffende de werking van de Europese Unie (werking, waarvan artikel 2 over de bevoegdheden van de Unie en de lidstaten) - (en) Constitution of the Republic of Cyprus (staatsinrichting) - (en) Report of the World Observatory on Subnational Government Finance and Investment: Cyprus, OECD/UCLG, 2019 - (en) Commonwealth Local Government Handbook: Cyprus, Commonwealth Local Government Forum, 2018 - (en) Local and Regional Government in Europe, p. 12 Cyprus, Council of European Municipalities, 2011 - (en) Divisons of Powers: Cyprus, European Committee of the Regions, 2019 - (nl) Bestuurlijke indeling van Cyprus (districten en gemeenten) |            |                |

### Denemarken
Het Koninkrijk Denemarken (Deens: Kongeriget Danmark) is een onafhankelijke en algemeen erkende monarchie.
| Koninkrijk Denemarken | regio's                                   | gemeenten |
| Koninkrijk Denemarken | autonoom rijksdeel →Faeröer en →Groenland |           |
| Toelichting: 1. 2. 3. 4. 5. |                                           |           |
| Bronnen: - (nl) Verdrag betreffende de werking van de Europese Unie (werking, waarvan artikel 2 over de bevoegdheden van de Unie en de lidstaten en artikel 355 over de relatie van de Europese Unie met de landen en gebieden overzee) - (da) DanmarksRigesGrundlov (staatsinrichting) - (en) Report of the World Observatory on Subnational Government Finance and Investment: Denmark, OECD/UCLG, 2019 - (en) Local and Regional Government in Europe, p. 14 Denmark, Council of European Municipalities, 2011 - (en) Divisons of Powers: Denmark, European Committee of the Regions, 2019 - (nl) Bestuurlijke indeling van Denemarken |                                           |           |

### Duitsland
De Bondsrepubliek Duitsland (Duits: Bundesrepublik Deutschland) is een onafhankelijke en algemeen erkende federale republiek.
| Bestuurslagen in Duitsland | Bestuurslagen in Duitsland                                                           | Bestuurslagen in Duitsland                                                           | Bestuurslagen in Duitsland | Bestuurslagen in Duitsland | Bestuurslagen in Duitsland | Bestuurslagen in Duitsland | Bestuurslagen in Duitsland |
| --- | ------------------------------------------------------------------------------------ | ------------------------------------------------------------------------------------ | -------------------------- | -------------------------- | -------------------------- | -------------------------- | -------------------------- |
| Bondsrepubliek Duitsland | Landen Baden-Württemberg, Noordrijn-Westfalen en Hessen                              | regeringsdistricten                                                                  |                            |                            |                            | kreisvrije steden          |                            |
| Bondsrepubliek Duitsland | Landen Baden-Württemberg, Noordrijn-Westfalen en Hessen                              | regeringsdistricten                                                                  |                            | landkreisen                |                            | steden                     |                            |
| Bondsrepubliek Duitsland | Landen Baden-Württemberg, Noordrijn-Westfalen en Hessen                              | regeringsdistricten                                                                  | gemeenten                  | landkreisen                |                            |                            |                            |
| Bondsrepubliek Duitsland | Beieren                                                                              | regeringsdistricten                                                                  | districten                 |                            |                            | kreisvrije steden          |                            |
| Bondsrepubliek Duitsland | Beieren                                                                              | regeringsdistricten                                                                  | districten                 | landkreisen                |                            | steden                     |                            |
| Bondsrepubliek Duitsland | Beieren                                                                              | regeringsdistricten                                                                  | districten                 | landkreisen                | gemeenten                  |                            |                            |
| Bondsrepubliek Duitsland | Berlijn en Hamburg                                                                   | Berlijn en Hamburg                                                                   |                            |                            |                            | districten                 |                            |
| Bondsrepubliek Duitsland | Brandenburg, Mecklenburg-Voor-Pommeren, Nedersaksen, Rijnland-Palts en Saksen-Anhalt | Brandenburg, Mecklenburg-Voor-Pommeren, Nedersaksen, Rijnland-Palts en Saksen-Anhalt |                            |                            |                            | kreisvrije steden          |                            |
| Bondsrepubliek Duitsland | Brandenburg, Mecklenburg-Voor-Pommeren, Nedersaksen, Rijnland-Palts en Saksen-Anhalt | Brandenburg, Mecklenburg-Voor-Pommeren, Nedersaksen, Rijnland-Palts en Saksen-Anhalt |                            | landkreisen                |                            | steden                     |                            |
| Bondsrepubliek Duitsland | Brandenburg, Mecklenburg-Voor-Pommeren, Nedersaksen, Rijnland-Palts en Saksen-Anhalt | Brandenburg, Mecklenburg-Voor-Pommeren, Nedersaksen, Rijnland-Palts en Saksen-Anhalt | gemeenten                  | landkreisen                |                            |                            |                            |
| Bondsrepubliek Duitsland | Brandenburg, Mecklenburg-Voor-Pommeren, Nedersaksen, Rijnland-Palts en Saksen-Anhalt | Brandenburg, Mecklenburg-Voor-Pommeren, Nedersaksen, Rijnland-Palts en Saksen-Anhalt | ambten                     | landkreisen                | steden                     |                            |                            |
| Bondsrepubliek Duitsland | Brandenburg, Mecklenburg-Voor-Pommeren, Nedersaksen, Rijnland-Palts en Saksen-Anhalt | Brandenburg, Mecklenburg-Voor-Pommeren, Nedersaksen, Rijnland-Palts en Saksen-Anhalt | ambten                     | landkreisen                | gemeenten                  |                            |                            |
| Bondsrepubliek Duitsland | Bremen                                                                               | Bremen                                                                               |                            |                            |                            | stadsgemeenten             |                            |
| Bondsrepubliek Duitsland | Saarland, Saksen en Thüringen                                                        | Saarland, Saksen en Thüringen                                                        |                            |                            |                            | kreisvrije steden          |                            |
| Bondsrepubliek Duitsland | Saarland, Saksen en Thüringen                                                        | Saarland, Saksen en Thüringen                                                        |                            | landkreisen                |                            | steden                     |                            |
| Bondsrepubliek Duitsland | Saarland, Saksen en Thüringen                                                        | Saarland, Saksen en Thüringen                                                        | gemeenten                  | landkreisen                |                            |                            |                            |
| Toelichting: 1. 2. 3. 4. 5. 6. 7. 8. 9. 10. 11. 12. 13. 14. 15. - De aanduiding Kreis betekent letterlijk cirkel, kring of kreits, wordt ook wel vertaald met district, maar wordt in het algemeen niet vertaald. |                                                                                      |                                                                                      |                            |                            |                            |                            |                            |
| Bronnen: - (nl) Verdrag betreffende de werking van de Europese Unie (werking, waarvan artikel 2 over de bevoegdheden van de Unie en de lidstaten) - (de) Grundgesetz für die Bundesrepublik Deutschland (staatsinrichting, artikel 28 over de landen, de kreisen en de gemeenten) - (en) Report of the World Observatory on Subnational Government Finance and Investment: Germany, OECD/UCLG, 2019 - (en) Local and Regional Government in Europe, p. 22 Germany, Council of European Municipalities, 2011 - (en) Divisons of Powers: Germany, European Committee of the Regions, 2019 - (de) Kreis, Kommunalwiki Heinrich Böll Stiftung - (de) Kreisfreie Stadt, Kommunalwiki Heinrich Böll Stiftung - (de) Verwaltungsgliederung Deutschlands - (nl) Bestuurlijke indeling van Duitsland |                                                                                      |                                                                                      |                            |                            |                            |                            |                            |

### Estland
De Republiek Estland (Ests: Eesti Vabariik) is een onafhankelijke en algemeen erkende republiek.
| Republiek Estland | steden    |
| Republiek Estland | gemeenten |
| Toelichting: 1. 2. 3. 4. |           |
| Bronnen: - (nl) Verdrag betreffende de werking van de Europese Unie (werking, waarvan artikel 2 over de bevoegdheden van de Unie en de lidstaten) - (en) Constitution of the Republic of Estonia (staatsinrichting, artikel 155 over de steden en gemeenten) - (en) Report of the World Observatory on Subnational Government Finance and Investment: Estonia, OECD/UCLG, 2019 - (en) Local and Regional Government in Europe, p. 16 Estonia, Council of European Municipalities, 2011 - (en) Divisons of Powers: Estonia, European Committee of the Regions, 2019 - (nl) Bestuurlijke indeling van Estland |           |

### Faeröer
Faeröer (Faeröers: Føroyar; Deens: Færøerne) is een afhankelijk gebied van →Denemarken.
| Faeröer | gemeenten |
| Toelichting: 1. 2. 3. |           |
| Bronnen: - (da) Lov om Færøernes Hjemmestyre (staatsinrichting) - (en) Overtagelsesloven (staatsinrichting, relatie met Denemarken) - (da) Kommuner på Færøerne (gemeenten) |           |

### Finland
De Republiek Finland (Fins: Suomen Tasavalta; Zweeds: Republiken Finland) is een onafhankelijke en algemeen erkende republiek.
| Republiek Finland | regiobestuur  | landschappen       | sublandschappen     | steden    |
| Republiek Finland | regiobestuur  | landschappen       | sublandschappen     | gemeenten |
| Republiek Finland | staatskantoor | autonoom landschap | economische regio's | steden    |
| Republiek Finland | staatskantoor | autonoom landschap | economische regio's | gemeenten |
| Toelichting: 1. 2. 3. 4. 5. 6. 7. 8. 9. |               |                    |                     |           |
| Bronnen: - (nl) Verdrag betreffende de werking van de Europese Unie (werking, waarvan artikel 2 over de bevoegdheden van de Unie en de lidstaten) - (en) Constitution of Finland (staatsinrichting, artikel 121 over de gemeenten) - (en) Report of the World Observatory on Subnational Government Finance and Investment: Finland, OECD/UCLG, 2019 - (en) Local and Regional Government in Europe, p. 17 Finland, Council of European Municipalities, 2011 - (en) Divisons of Powers: Finland, European Committee of the Regions, 2019 - (sv) Finlands administrativa indelning - (nl) Bestuurlijke indeling van Finland |               |                    |                     |           |

### Frankrijk
De Franse Republiek (Frans: République Française) is een onafhankelijke en algemeen erkende republiek.
| Bestuurslagen in Frankrijk | Bestuurslagen in Frankrijk                                                                                                  | Bestuurslagen in Frankrijk            | Bestuurslagen in Frankrijk | Bestuurslagen in Frankrijk | Bestuurslagen in Frankrijk | Bestuurslagen in Frankrijk | Bestuurslagen in Frankrijk |
| --- | --- | ------------------------------------- | -------------------------- | -------------------------- | -------------------------- | -------------------------- | -------------------------- |
| Franse Republiek | regio Île-de-France | departementen                         | arrondissementen           | intercommunaliteiten       | gemeenten                  | gemeenten                  |                            |
| Franse Republiek | regio Île-de-France | stad                                  | stad                       | stad                       | stad                       | arrondissementen           |                            |
| Franse Republiek | Auvergne-Rhône-Alpes | departementen                         | arrondissementen           | intercommunaliteiten       | gemeenten                  | gemeenten                  |                            |
| Franse Republiek | Auvergne-Rhône-Alpes | metropool                             | arrondissementen           |                            | gemeenten                  |                            |                            |
| Franse Republiek | Auvergne-Rhône-Alpes | metropool                             | arrondissementen           | arrondissementen           | gemeenten                  |                            |                            |
| Franse Republiek | overige regio's | departementen                         | arrondissementen           | intercommunaliteiten       | gemeenten                  | gemeenten                  |                            |
| Franse Republiek | overige regio's | departementen                         | arrondissementen           | intercommunaliteiten       | arrondissementen           |                            |                            |
| Franse Republiek | collectiviteit | collectiviteit                        | arrondissementen           | intercommunaliteiten       | gemeenten                  | gemeenten                  |                            |
| Franse Republiek | territoriale eenheidscollectiviteiten                                                                                       | territoriale eenheidscollectiviteiten | arrondissementen           | intercommunaliteiten       | gemeenten                  | gemeenten                  |                            |
| Franse Republiek | overzeese collectiviteit →Frans-Polynesië, →Saint-Barthélemy, →Saint-Pierre en Miquelon, →Sint Maarten en →Wallis en Futuna |                                       |                            |                            |                            |                            |                            |
| Franse Republiek | collectiviteit met bijzondere status →Nieuw-Caledonië                                                                       |                                       |                            |                            |                            |                            |                            |
| Franse Republiek | overzees territorium →Franse Zuidelijke en Antarctische Gebieden.                                                           |                                       |                            |                            |                            |                            |                            |
| Franse Republiek | bezitting |                                       |                            |                            |                            |                            |                            |
| Toelichting: 1. 2. 3. 4. 5. 6. 7. 8. 9. 10. 11. 12. 13. 14. 15. 16. 17. 18. | |                                       |                            |                            |                            |                            |                            |
| Bronnen: - (nl) Verdrag betreffende de werking van de Europese Unie (werking, waarvan artikel 2 over de bevoegdheden van de Unie en de lidstaten en artikel 355 over de relatie van de Europese Unie met de landen en gebieden overzee). - (fr) Constitution de la République française (staatsinrichting, artikel 72 over gemeenten, departementen, regio's, collectiviteiten met een bijzondere status en overzeese collectiviteiten, artikel 72-3 over overzeese gebieden, inclusief de Franse Zuidelijke en Antarctische Gebieden en Clipperton, 73 over overzeese departementen, regio's en territoriale eenheidscollectiviteiten, artikel 74 over overzeese collectiviteiten en artikel 76-77 over Nieuw-Caledonië) - (fr) Code général des collectivités territoriales (artikel L4421-1, status Corsica, artikel L7111-1, status Frans-Guyana als territoriale collectiviteit, artikel L7211-1, status Martinique als territoriale collectiviteit, artikel L4437-1, status Mayotte als Departement zonder regio). - (en) Report of the World Observatory on Subnational Government Finance and Investment: France, OECD/UCLG, 2019 - (en) Local and Regional Government in Europe, p. 19 France, Council of European Municipalities, 2011 - (en) Divisons of Powers: France, European Committee of the Regions, 2019 - (fr) Municipalité, Paris (Parijs) - (fr) Organisation politique, GrandLyon (Metropool Lyon) - (fr) Arrondissement français (arrondissementen) - (fr) Intercommunalité en France (intercommunaliteiten) - (nl) Bestuurlijke indeling van Frankrijk - (nl) Regering van Frankrijk | |                                       |                            |                            |                            |                            |                            |

### Georgië
Georgië (Georgisch: საქართველო, sakartvelo) is een onafhankelijke en algemeen erkende republiek. De eenzijdige afscheiding van →Abchazië en →Zuid-Ossetië is niet algemeen erkend.
| Georgië |                             | hoofdstad            | rayons               |                      |
| Georgië | regio's                     | zelfstandige steden  | zelfstandige steden  |                      |
| Georgië | regio's                     | gemeenten            | gemeenschappen       |                      |
| Georgië | autonome republiek Adzjarië | zelfstandige stad    | zelfstandige stad    |                      |
| Georgië | autonome republiek Adzjarië | gemeenten            | gemeenschappen       |                      |
| Georgië | autonome republiek Abchazië | tijdelijke gemeente. | tijdelijke gemeente. | tijdelijke gemeente. |
| Toelichting: 1. 2. 3. 4. 5. 6. 7. 8. 9. 10. 11. |                             |                      |                      |                      |
| Bronnen: - (en) Constitution of Georgia (staatsinrichting, artikel 74-76 over lokaal zelfbestuur) - (en) Organic Law of Georgia Local Self-Government Code (inrichting lokaal zelfbestuur) - (en) Report of the World Observatory on Subnational Government Finance and Investment: Georgia, OECD/UCLG, 2019 - (en) Divisons of Powers: Georgia, European Committee of the Regions, 2019 - (en) Parliament Reduces Number of Self-Governing Cities, Civil Georgia, 3 Juli 2017 - (nl) Bestuurlijke indeling van Georgië |                             |                      |                      |                      |

### Gibraltar
Gibraltar (Engels: Gibraltar) is  een afhankelijk gebied van het →Verenigd Koninkrijk.
| Gibraltar |
| Toelichting: 1. 2. |
| Bronnen: - (en) Global Britain and the British Overseas Territories: Resetting the relationship, House of Commons Foreign Affairs Committee 21 februari 2019 - (en) Gibraltar Constitution Order 2006 (staatsinrichting) |

### Griekenland
De Republiek Griekenland (Grieks: Ελληνική Δημοκρατία, Elliniki Dimokratia) is een onafhankelijke en algemeen erkende republiek.
| Bestuurslagen in Griekenland | Bestuurslagen in Griekenland | Bestuurslagen in Griekenland | Bestuurslagen in Griekenland | Bestuurslagen in Griekenland | Bestuurslagen in Griekenland | Bestuurslagen in Griekenland |
| --- | ---------------------------- | ---------------------------- | ---------------------------- | ---------------------------- | ---------------------------- | ---------------------------- |
| Helleense Republiek | decentrale administratie     | periferie                    | periferiedistrict            | gemeenten                    | stedelijke gemeenschappen    |                              |
| Helleense Republiek | decentrale administratie     | periferie                    | periferiedistrict            | gemeenten                    | lokale gemeenschappen        |                              |
| Helleense Republiek | autonome staat Athos         |                              |                              |                              |                              |                              |
| Toelichting: 1. 2. 3. 4. 5. 6. 7. 8. 9. |                              |                              |                              |                              |                              |                              |
| Bronnen: - (nl) Verdrag betreffende de werking van de Europese Unie (werking, waarvan artikel 2 over de bevoegdheden van de Unie en de lidstaten) - (en) Constitution of Greece (staatsinrichting, artikel 101 over de decentrale administraties, artikel 102 over periferieën en gemeenten en 105 over de autonome monastieke staat) - (en) Report of the World Observatory on Subnational Government Finance and Investment: Greece, OECD/UCLG, 2019 - (en) Local and Regional Government in Europe, p. 24 Greece, Council of European Municipalities, 2011 - (en) Divisons of Powers: Greece, European Committee of the Regions, 2019 - (nl) Bestuurlijke indeling van Griekenland |                              |                              |                              |                              |                              |                              |

### Guernsey
Het Baljuwschap Guernsey (Engels: Bailiwick of Guernsey) is een afhankelijk gebied van de →Britse kroon.
| Baljuwschap Guernsey | parochies                         |
| Baljuwschap Guernsey | afhankelijkheden Alderney en Sark |
| Toelichting: 1. 2. 3. 4. 5. 6. |                                   |
| Bronnen: - (en) Crown Dependencies, House of Commons, 30 maart 2010 - (en) Background briefing on the Crown Dependencies: Jersey, Guernsey and the Isle of Man, Ministry of Justice, 2017 - (en) Constitutional Information, The Royal Court of Guernsey - (en) Parishes and Douzaines, The Royal Court of Guernsey (parochies) - (en) Historic Review, The Royal Court of Guernsey (afhankelijkheid Sark) - (en) States of Alderney Historic Review, The Royal Court of Guernsey (afhankelijkheid Alderney) |                                   |

### Hongarije
Hongarije (Hongaars: Magyarország) is een onafhankelijke en algemeen erkende republiek.
| Hongarije | hoofdstad | districten | districten             |
| Hongarije | gewesten  | districten | steden met gewestrecht |
| Hongarije | gewesten  | districten | steden                 |
| Hongarije | gewesten  | districten | dorpen                 |
| Toelichting: 1. 2. 3. 4. 5. 6. 7. 8. 9. |           |            |                        |
| Bronnen: - (nl) Verdrag betreffende de werking van de Europese Unie (werking, waarvan artikel 2 over de bevoegdheden van de Unie en de lidstaten) - (en) Fundamental Law of Hungary (staatsinrichting, artikel F over gewesten en gemeenten) - (en) Report of the World Observatory on Subnational Government Finance and Investment: Hungary, OECD/UCLG, 2019 - (en) Divisons of Powers: Hungary, European Committee of the Regions, 2019 - (nl) Bestuurlijke indeling van Hongarije |           |            |                        |

### Ierland
Ierland (Engels: Ireland; Iers: Éire) is een onafhankelijke en algemeen erkende republiek.
| Ierland | steden                                                  |                          |
| Ierland | county's Fingal, Dún Laoghaire-Rathdown en South Dublin |                          |
| Ierland | overige county's                                        | gemeentelijke districten |
| Ierland | stad en county                                          | metropolitane districten |
| Toelichting: 1. 2. 3. 4. 5. 6. 7. - De aanduiding county betekent letterlijk graafschap, maar wordt in het algemeen niet vertaald. |                                                         |                          |
| Bronnen: - (nl) Verdrag betreffende de werking van de Europese Unie (werking, waarvan artikel 2 over de bevoegdheden van de Unie en de lidstaten) - (en) Constitution of Ireland (staatsinrichting, artikel 28A over lokaal bestuur) - (en) Local Government Reform Act 2014 (deel 2 over het countyniveau en deel 3 over het lokaal niveau). - (en) Report of the World Observatory on Subnational Government Finance and Investment: Ireland, OECD/UCLG, 2019 - (en) Local and Regional Government in Europe, p. 27 Ireland, Council of European Municipalities, 2011 - (en) Divisons of Powers: Ireland, European Committee of the Regions, 2019 - (nl) Bestuurlijke indeling van Ierland |                                                         |                          |

### IJsland
IJsland (IJslands: Ísland) is een onafhankelijke en algemeen erkende republiek.
| IJsland | gemeenten |
| Toelichting: 1. 2. 3. |           |
| Bronnen: - (en) Grondwet van IJsland (staatsinrichting, artikel 78 over gemeenten) - (en) Report of the World Observatory on Subnational Government Finance and Investment: Iceland, OECD/UCLG, 2019 - (en) Local and Regional Government in Europe, p. 26 Iceland, Council of European Municipalities, 2011 - (en) Divisons of Powers: Iceland, European Committee of the Regions, 2019 - (nl) Bestuurlijke indeling van IJsland |           |

### Italië
De Italiaanse Republiek (Italiaans: Repubblica Italiana) is een onafhankelijke en algemeen erkende republiek.
| Italiaanse Republiek | regio's                                | provincies                      | gemeenten |
| Italiaanse Republiek | regio's                                | metropolitane steden            | gemeenten |
| Italiaanse Republiek | autonome regio's Friuli-Venezia Giulia | intergemeentelijke gebiedsunies | gemeenten |
| Italiaanse Republiek | Sardinië                               | provincies                      | gemeenten |
| Italiaanse Republiek | Sardinië                               | metropolitane steden            | gemeenten |
| Italiaanse Republiek | Sicilië                                | vrije gemeenteconsortia         | gemeenten |
| Italiaanse Republiek | Sicilië                                | metropolitane steden            | gemeenten |
| Italiaanse Republiek | Trentino-Zuid-Tirol                    | autonome provincies             | gemeenten |
| Italiaanse Republiek | Val d'Aosta                            |                                 | gemeenten |
| Toelichting: 1. 2. 3. 4. 5. 6. 7. 8. 9. 10. 11. 12. |                                        |                                 |           |
| Bronnen: - (nl) Verdrag betreffende de werking van de Europese Unie (werking, waarvan artikel 2 over de bevoegdheden van de Unie en de lidstaten) - (it) Costituzione della Repubblica Italiana (staatsinrichting, artikel 114 over regio's, provincies, metropolitane steden en gemeenten en artikel 116 over autonome regio's en autonome provincies) - (en) Report of the World Observatory on Subnational Government Finance and Investment: Italy, OECD/UCLG, 2019 - (en) Local and Regional Government in Europe, p. 28 Italy, Council of European Municipalities, 2011 - (en) Divisons of Powers: Italy, European Committee of the Regions, 2019 - (it) Liberi consorzi e città metropolitane - Cosa cambia in Sicilia dopo il sì alla riforma, Meridionews, 4 augustus 2015 (vrije gemeenteconsortia) - (it) Unione Territoriale Intercomunale (Intergemeentelijke territoriale unies) - (nl) Bestuurlijke indeling van Italië |                                        |                                 |           |

### Jan Mayen
Jan Mayen (Noors: Jan Mayen) is als bijzonder statusgebied (område med særstatus) een bezitting van →Noorwegen.

### Jersey
Het Baljuwschap Jersey (Engels: Bailiwick of Jersey) is een afhankelijk gebied van de →Britse kroon.
| Baljuwschap Jersey' | parochies |
| Toelichting: 1. 2. 3. |           |
| Bronnen: - (en) Crown Dependencies, House of Commons, 30 maart 2010 - (en) Background briefing on the Crown Dependencies: Jersey, Guernsey and the Isle of Man, Ministry of Justice, 2017 - (en) Facts about Jersey, Government of Jersey |           |

### Kosovo
De Republiek Kosovo (Albanees: Republika e Kosovës) is een breed maar niet-algemeen erkende onafhankelijke republiek, afgescheiden van →Servië.
| Republiek Kosovo | gemeenten |
| Toelichting: 1. 2. 3. |           |
| Bronnen: - (en) Constitution of Kosovo (staatsinrichting, artikel 125 over gemeenten) - (en) Report of the World Observatory on Subnational Government Finance and Investment: Kosovo, OECD/UCLG, 2019 - (en) Divisons of Powers: Kosovo, European Committee of the Regions, 2019 - (nl) Bestuurlijke indeling van Kosovo |           |

### Kroatië
De Republiek Kroatië (Kroatisch: Republika Hrvatska) is een onafhankelijke en algemeen erkende republiek.
| Republiek Kroatië |          | stad      | stadsdelen            |
| Republiek Kroatië | gewesten | steden    | lokaal comitégebieden |
| Republiek Kroatië | gewesten | gemeenten | lokale comitégebieden |
| Toelichting: 1. 2. 3. 4. 5. 6. 7. 8. |          |           |                       |
| Bronnen: - (nl) Verdrag betreffende de werking van de Europese Unie (werking, waarvan artikel 2 over de bevoegdheden van de Unie en de lidstaten) - (en) Constitution of the Republic of Croatia (staatsinrichting, artikel 129 over gewesten, steden, gemeenten en Zagreb) - (en) Report of the World Observatory on Subnational Government Finance and Investment: Croatia, OECD/UCLG, 2019 - (en) Local and Regional Government in Europe, p. 10 Croatia, Council of European Municipalities, 2011 - (en) Divisons of Powers: Croatia, European Committee of the Regions, 2019 - (nl) Bestuurlijke indeling van Kroatië |          |           |                       |

### Letland
De Republiek Letland (Lets: Latvijas Republika) is een onafhankelijke en algemeen erkende republiek.
| Republiek Letland | steden van de republiek | steden van de republiek |
| Republiek Letland | districten              |                         |
| Republiek Letland | districtssteden         |                         |
| Republiek Letland | districtsparochies      |                         |
| Toelichting: 1. 2. 3. 4. 5. 6. |                         |                         |
| Bronnen: - (nl) Verdrag betreffende de werking van de Europese Unie (werking, waarvan artikel 2 over de bevoegdheden van de Unie en de lidstaten) - (en) Constitution of the Republic of Latvia (staatsinrichting) - (lv) Administratīvo teritoriju un apdzīvoto vietu likums (steden van de republiek, districten en de onderverdeling van districten) - (en) Report of the World Observatory on Subnational Government Finance and Investment: Latvia, OECD/UCLG, 2019 - (en) Local and Regional Government in Europe, p. 30 Latvia, Council of European Municipalities, 2011 - (en) Divisons of Powers: Latvia, European Committee of the Regions, 2019 - (nl) Bestuurlijke indeling van Letland |                         |                         |

### Liechtenstein
Het Vorstendom Liechtenstein (Duits: Fürstentum Liechtenstein) is een onafhankelijke en algemeen erkende monarchie.
| Vorstendom Liechtenstein                                                                                     | gemeenten |
| Toelichting: 1. 2. 3.                                                                                        |           |
| Bronnen: - (de) Verfassung des Fürstentums Liechtenstein (staatsinrichting, artikel 110 e.v. over gemeenten) |           |

### Litouwen
De Republiek Litouwen (Litouws: Lietuvos Respublika) is een onafhankelijke en algemeen erkende republiek.
| Republiek Litouwen | stadsgemeenten | ouderschappen |
| Republiek Litouwen | rayongemeenten | ouderschappen |
| Republiek Litouwen | gemeenten      | ouderschappen |
| Toelichting: 1. 2. 3. 4. 5. 6. |                |               |
| Bronnen: - (nl) Verdrag betreffende de werking van de Europese Unie (werking, waarvan artikel 2 over de bevoegdheden van de Unie en de lidstaten) - (en) Grondwet van de Republiek Litouwen (staatsinrichting, artikel 119 over gemeenten) - (en) Report of the World Observatory on Subnational Government Finance and Investment: Lithuania, OECD/UCLG, 2019 - (en) Local and Regional Government in Europe, p. 31 Lithuania, Council of European Municipalities, 2011 - (en) Divisons of Powers: Lithuania, European Committee of the Regions, 2019 - (nl) Bestuurlijke indeling van Litouwen |                |               |

### Luxemburg
Het Groothertogdom Luxemburg (Luxemburgs: Groussherzogtum Lëtzebuerg; Frans: Grand-Duché de Luxembourg; Duits: Großherzogtum Luxemburg) is een onafhankelijke en algemeen erkende monarchie.
| Groothertogdom Luxemburg | steden    |
| Groothertogdom Luxemburg | gemeenten |
| Toelichting: 1. 2. 3. 4. |           |
| Bronnen: - (nl) Verdrag betreffende de werking van de Europese Unie (werking, waarvan artikel 2 over de bevoegdheden van de Unie en de lidstaten) - (fr) Grondwet van het Groothertogdom Luxemburg (staatsinrichting, artikel 107 over gemeenten) - (en) Report of the World Observatory on Subnational Government Finance and Investment: Luxembourg, OECD/UCLG, 2019 - (en) Local and Regional Government in Europe, p. 32 Luxembourg, Council of European Municipalities, 2011 - (en) Divisons of Powers: Luxembourg, European Committee of the Regions, 2019 - (de) Das Staatsgebiet Luxemburgs, Großherzogtum Luxemburg - (nl) Bestuurlijke indeling van Luxemburg (land) |           |

### Malta
De Republiek Malta (Maltees: Repubblika ta' Malta; Engels: Republic of Malta) is een onafhankelijke en algemeen erkende republiek.
| Republiek Malta | regio's | raadsgebieden |                |
| Republiek Malta | regio's | raadsgebieden | gemeenschappen |
| Toelichting: 1. 2. 3. 4. 5. |         |               |                |
| Bronnen: - (nl) Verdrag betreffende de werking van de Europese Unie (werking, waarvan artikel 2 over de bevoegdheden van de Unie en de lidstaten) - (en) Constitution of the Republic of Malta (staatsinrichting, artikel 115A over lokale raden) - (en) Local government Act (artikel 37A1 over regio's en artikel 47A over gemeenschappen) - (en) Report of the World Observatory on Subnational Government Finance and Investment: Malta, OECD/UCLG, 2019 - (en) Local and Regional Government in Europe, p. 33 Malta, Council of European Municipalities, 2011 - (en) Divisons of Powers: Malta, European Committee of the Regions, 2019 - (nl) Bestuurlijke indeling van Malta |         |               |                |

### Man
Het Eiland Man (Engels: Isle of Man; Manx: Ellan Vannin) is een afhankelijk gebied van de →Britse kroon.
| Eiland Man | towndistricten     |
| Eiland Man | dorpsdistricten    |
| Eiland Man | districten         |
| Eiland Man | parochiedistricten |
| Toelichting: 1. 2. 3. 4. 5. 6. - De aanduiding town wordt niet in het Nederlands vertaald. |                    |
| Bronnen: - (en) Crown Dependencies, House of Commons, 30 maart 2010 - (en) Background briefing on the Crown Dependencies: Jersey, Guernsey and the Isle of Man, Ministry of Justice, 2017 - (en) Constitution, Isle of man.com - (en) Local authorities, Isle of Man Government |                    |

### Moldavië
De Republiek Moldavië (Roemeens/Moldavisch: Republica Moldova) is een onafhankelijke en algemeen erkende republiek. De eenzijdige afscheiding van →Transnistrië is niet algemeen erkend.
| Republiek Moldavië | municipaliteiten     | steden    |
| Republiek Moldavië | municipaliteiten     | gemeenten |
| Republiek Moldavië | rayons               | steden    |
| Republiek Moldavië | rayons               | gemeenten |
| Republiek Moldavië | territoriale eenheid | steden    |
| Republiek Moldavië | territoriale eenheid | gemeenten |
| Toelichting: 1. 2. 3. 4. 5. 6. |                      |           |
| Bronnen: - (en) Constitution of the Republic of Moldova (staatsinrichting, artikel 109 over lokaal bestuur) - (en) Report of the World Observatory on Subnational Government Finance and Investment: Republic of Moldova, OECD/UCLG, 2019 - (en) Divisons of Powers: Moldova, European Committee of the Regions, 2019 - (nl) Bestuurlijke indeling van Moldavië |                      |           |

### Monaco
Het Vorstendom Monaco (Frans: Principauté de Monaco) is een onafhankelijke en algemeen erkende monarchie.
| Vorstendom Monaco                                                                         | gemeente |
| Toelichting: 1. 2. 3.                                                                     |          |
| Bron: - (fr) Constitution de la Principauté (staatsinrichting, titel IX over de gemeente) |          |

### Montenegro
Montenegro (Montenegrijns en Servisch: Crna Gora/Црна Гора) is een onafhankelijke en algemeen erkende republiek.
| Montenegro | hoofdstad                  | stadsgemeenten |
| Montenegro | oude koninklijke hoofdstad |                |
| Montenegro | gemeenten                  |                |
| Toelichting: 1. 2. 3. 4. 5. 6. |                            |                |
| Bronnen: - (en) Constitution of Montenegro (staatsinrichting, artikel 113 e.v. over gemeenten) - (en) Report of the World Observatory on Subnational Government Finance and Investment: Montenegro, OECD/UCLG, 2019 - (en) Local and Regional Government in Europe, p. 34 Montenegro, Council of European Municipalities, 2011 - (en) Divisons of Powers: Montenegro, European Committee of the Regions, 2019 - (nl) Bestuurlijke indeling van Montenegro |                            |                |

### Nederland
Het Koninkrijk der Nederlanden is een onafhankelijke en algemeen erkende monarchie.
| Koninkrijk der Nederlanden | Nederland                              | provincies                                        | gemeenten |
| Koninkrijk der Nederlanden | Nederland                              | openbaar lichamen Bonaire, Saba en Sint Eustatius |           |
| Koninkrijk der Nederlanden | land →Aruba, →Curaçao en →Sint Maarten |                                                   |           |
| Toelichting: 1. 2. 3. 4. 5. 6. 7. - Naast de hier genoemde bestuurslagen kent Nederland ook het waterschap op territoriale basis met een benoemde voorzitter, een dagelijks bestuur en een gekozen algemeen bestuur. |                                        |                                                   |           |
| Bronnen: - (nl) Statuut voor het Koninkrijk der Nederlanden (koninkrijk en de landen, m.n. artikel 1 en § 4) - (nl) Verdrag betreffende de werking van de Europese Unie (werking, waarvan artikel 2 over de bevoegdheden van de Unie en de lidstaten en artikel 355 over de relatie van de Europese Unie met de landen en gebieden overzee). - (nl) Grondwet voor het Koninkrijk der Nederlanden (staatsinrichting, hoofdstuk 7 over provincies, gemeenten, openbare lichamen en waterschappen) - (nl) Wet openbare lichamen Bonaire, Sint Eustatius en Saba - (en) Report of the World Observatory on Subnational Government Finance and Investment: Netherlands, OECD/UCLG, 2019 - (en) Local and Regional Government in Europe, p. 35 Netherlands, Council of European Municipalities, 2011 - (en) Divisons of Powers: The Netherlands, European Committee of the Regions, 2019 - (nl) Bestuurlijke indeling van Nederland |                                        |                                                   |           |

### Noord-Cyprus
De Turkse Republiek Noord-Cyprus (Turks: Kuzey Kıbrıs Türk Cumhuriyeti) is een niet-algemeen erkende onafhankelijke republiek, afgescheiden van →Cyprus. 
| Turkse Republiek Noord-Cyprus | districten | gemeenten |
| Toelichting: 1. 2. 3. 4. |            |           |
| Bronnen: - (en) Constitution of the Turkish Republic of Northern Cyprus (staatsinrichting, artikel 119 over lokale autoriteiten) - (nl) Bestuurlijke indeling van Noord-Cyprus |            |           |

### Noord-Macedonië
De Republiek Noord-Macedonië (Macedonisch: Република Северна Македонија, Republika Severna Makedonija; Albanees: Republika e Maqedonisë së Veriut) is een onafhankelijke en algemeen erkende republiek.
| Republiek Noord-Macedonië | stad      | gemeenten |
| Republiek Noord-Macedonië | gemeenten |           |
| Toelichting: 1. 2. 3. 4. |           |           |
| Bronnen: - (en) Constitution of the Republic of Northern Macedonia (staatsinrichting, artikel 114 e.v. over gemeenten, 117 over Skopje) - (en) Report of the World Observatory on Subnational Government Finance and Investment: Republic of North Macedonia, OECD/UCLG, 2019 - (en) Local and Regional Government in Europe, p. 18 Former Yugoslav Republic of Macedonia, Council of European Municipalities, 2011 - (en) Divisons of Powers: North Macedonia, European Committee of the Regions, 2019 - (nl) Bestuurlijke indeling van Noord-Macedonië |           |           |

### Noorwegen
Het Koninkrijk Noorwegen (Noors (Bokmål): Kongeriket Norge; (Nynorsk: Kongeriket Noreg) is een onafhankelijke en algemeen erkende monarchie.
| Koninkrijk Noorwegen |                                                             | gemeente  | stadsdelen |
| Koninkrijk Noorwegen | provincies                                                  | gemeenten | gemeenten  |
| Koninkrijk Noorwegen | bijzonder statusgebied Spitsbergen                          |           |            |
| Koninkrijk Noorwegen | Longyearbyen                                                |           |            |
| Koninkrijk Noorwegen | Jan Mayen                                                   |           |            |
| Koninkrijk Noorwegen | bijlanden Bouveteiland, Koningin Maudland en Peter I-eiland |           |            |
| Toelichting: 1. 2. 3. 4. 5. 6. 7. 8. 9. 10. |                                                             |           |            |
| Bronnen: - (no) Kongeriket Norges Grunnlov (staatsinrichting) - (no) Svalbardtraktaten - (no) Lov om Svalbard (artikel 29 e.v. over Longyearbyen) - (no) Sysselmannen på Svalbard - (en) Report of the World Observatory on Subnational Government Finance and Investment: Norway, OECD/UCLG, 2019 - (en) Local and Regional Government in Europe, p. 36 Norway, Council of European Municipalities, 2011 - (no) Nye fylker, Regjeringen (provincies) - (no) Resultater for valg til bydelsutvalg 2019, Oslo - (no) Norges fylker (provincies) - (no) Norges kommuner (gemeenten) - (nl) Bestuurlijke indeling van Noorwegen |                                                             |           |            |

### Oekraïne
Oekraïne (Oekraïens: Україна, Ukraijina) is een onafhankelijke en algemeen erkende republiek. De eenzijdige afscheiding van →Donetsk en →Loegansk en de annexatie door →Rusland van de Krim zijn niet algemeen erkend.
| Oekraïne |          |        | stad met bijzondere status |
| Oekraïne | oblasten |        | oblaststeden               |
| Oekraïne | oblasten | rayons | gemeenschappen             |
| Oekraïne | oblasten | rayons | rayonsteden                |
| Oekraïne | oblasten | rayons | stedelijke nederzettingen  |
| Oekraïne | oblasten | rayons | dorpen                     |
| Toelichting: 1. 2. 3. 4. 5. 6. 7. 8. 9. 10. |          |        |                            |
| Bronnen: - (en) Constitution of Ukraine (staatsinrichting, hoofdstuk XI over lokaal zelfbestuur) - (en) Report of the World Observatory on Subnational Government Finance and Investment: Ukraine, OECD/UCLG, 2019 - (en) Local and Regional Government in Europe, p. 50 Ukraine, Council of European Municipalities, 2011 (subnationaal bestuur, deels verouderd) - (en) Divisons of Powers: Ukraine, European Committee of the Regions, 2019 - (en) About amalgamation of hromadas, Державні сайти України (hromadas) - (nl) Bestuurlijke indeling van Oekraïne |          |        |                            |

### Oostenrijk
De Republiek Oostenrijk (Duits: Republik Österreich) is een onafhankelijke en algemeen erkende federale republiek.
| Republiek Oostenrijk | landen Wenen                                                                                          | landen Wenen       |                | gemeentedistricten |
| Republiek Oostenrijk | Burgenland, Karinthië, Neder-Oostenrijk, Opper-Oostenrijk, Salzburg, Stiermarken, Tirol en Vorarlberg |                    | statuutsteden  | statuutsteden      |
| Republiek Oostenrijk | Burgenland, Karinthië, Neder-Oostenrijk, Opper-Oostenrijk, Salzburg, Stiermarken, Tirol en Vorarlberg | gemeentedistricten |                |                    |
| Republiek Oostenrijk | Burgenland, Karinthië, Neder-Oostenrijk, Opper-Oostenrijk, Salzburg, Stiermarken, Tirol en Vorarlberg | districten         | steden         | steden             |
| Republiek Oostenrijk | Burgenland, Karinthië, Neder-Oostenrijk, Opper-Oostenrijk, Salzburg, Stiermarken, Tirol en Vorarlberg | districten         | marktgemeenten |                    |
| Republiek Oostenrijk | Burgenland, Karinthië, Neder-Oostenrijk, Opper-Oostenrijk, Salzburg, Stiermarken, Tirol en Vorarlberg | districten         | landgemeenten  |                    |
| Republiek Oostenrijk | Burgenland, Karinthië, Neder-Oostenrijk, Opper-Oostenrijk, Salzburg, Stiermarken, Tirol en Vorarlberg | districten         | gemeenten      |                    |
| Toelichting: 1. 2. 3. 4. 5. 6. 7. 8. 9. | |                    |                |                    |
| Bronnen: - (nl) Verdrag betreffende de werking van de Europese Unie (werking, waarvan artikel 2 over de bevoegdheden van de Unie en de lidstaten) - (de) Bundes-Verfassungsgesetz (staatsinrichting, artikel 2 en hoofdstuk IV over de landen, artikel 15 over de districten, artikel 108 e.v. over Wenen, artikel 115 e.v. over de gemeenten) - (en) Report of the World Observatory on Subnational Government Finance and Investment: Austria, OECD/UCLG, 2019 - (en) Divisons of Powers: Austria, European Committee of the Regions, 2019 - (en) Local and Regional Government in Europe, p. 5 Austria, Council of European Municipalities, 2011 - (nl) Bestuurlijke indeling van Oostenrijk | |                    |                |                    |

### Polen
De Republiek Polen (Pools: Rzeczpospolita Polska) is een onafhankelijke en algemeen erkende republiek.
| Republiek Polen | woiwodschappen |            | stadsdistricten alleen Warschau | stadsdelen   |
| Republiek Polen | woiwodschappen |            | overige stadsdistricten         | schoutambten |
| Republiek Polen | woiwodschappen | districten | stedelijke gemeenten            | schoutambten |
| Republiek Polen | woiwodschappen | districten | stedelijke-landelijke gemeenten | schoutambten |
| Republiek Polen | woiwodschappen | districten | landelijke gemeenten            | schoutambten |
| Toelichting: 1. 2. 3. 4. 5. 6. 7. 8. 9. 10. |                |            |                                 |              |
| Bronnen: - (nl) Verdrag betreffende de werking van de Europese Unie (werking, waarvan artikel 2 over de bevoegdheden van de Unie en de lidstaten) - (en) Constitution of the Republic of Poland (staatsinrichting, artikel 164 over de gemeenten) - (en) ISO 3166-2-PL, International Organization for Standardization (woiwodschap) - (en) Report of the World Observatory on Subnational Government Finance and Investment: Poland, OECD/UCLG, 2019 - (en) Local and Regional Government in Europe, p. 37 Poland, Council of European Municipalities, 2011 - (en) Divisons of Powers: Poland, European Committee of the Regions, 2019 - (nl) Bestuurlijke indeling van Polen |                |            |                                 |              |

### Portugal
De Portugese Republiek (Portugees: República Portuguesa) is een onafhankelijke en algemeen erkende republiek.
| Portugese Republiek | districten | metropolitane gebieden            | gemeenten | parochies |
| Portugese Republiek | districten | intergemeentelijke gemeenschappen | gemeenten | parochies |
| |            | autonome regio Azoren en Madeira  | gemeenten | parochies |
| Toelichting: 1. 2. 3. 4. 5. 6. 7. 8. |            |                                   |           |           |
| Bronnen: - (nl) Verdrag betreffende de werking van de Europese Unie (werking, waarvan artikel 2 over de bevoegdheden van de Unie en de lidstaten) - (pt) Constituição da República Portuguesa (staatsinrichting, artikel 6, 225 e.v. over de autonome regio's, 244 e.v. over de parochies, 249 e.v. over de gemeenten) - (en) Report of the World Observatory on Subnational Government Finance and Investment: Portugal, OECD/UCLG, 2019 - (en) Local and Regional Government in Europe, p. 39 Portugal, Council of European Municipalities, 2011 - (en) Divisons of Powers: Portugal, European Committee of the Regions, 2019 - (nl) Bestuurlijke indeling van Portugal |            |                                   |           |           |

### Roemenië
Roemenië (Roemeens: România) is een onafhankelijke en algemeen erkende republiek.
| Roemenië |            | municipaliteit   | sector           |
| Roemenië | districten | municipaliteiten | municipaliteiten |
| Roemenië | districten | steden           |                  |
| Roemenië | districten | gemeenten        |                  |
| Toelichting: 1. 2. 3. 4. 5. 6. 7. 8. |            |                  |                  |
| Bronnen: - (nl) Verdrag betreffende de werking van de Europese Unie (werking, waarvan artikel 2 over de bevoegdheden van de Unie en de lidstaten) - (en) Constitution of Romania (staatsinrichting, artikel 120 over gemeenten, steden, municipaliteiten en districten) - (en) Report of the World Observatory on Subnational Government Finance and Investment: Romania, OECD/UCLG, 2019 - (en) Local and Regional Government in Europe, p. 40 Romania, Council of European Municipalities, 2011 - (en) Divisons of Powers: Romania, European Committee of the Regions, 2019 - (en) Participatory Local Democracy: Romania, The Hunger Project, 2019 - (nl) Bestuurlijke indeling van Roemenië |            |                  |                  |

### Rusland
De Russische Federatie (Russisch: Российская Федерация, Rossijskaja Federacija) is een onafhankelijke en algemeen erkende federale republiek.
| Russische Federatie | federale districten | federale steden Moskou | federale steden Moskou | administratieve districten | gemeentelijke districten    |
| Russische Federatie | federale districten | Sint-Petersburg en Sebastopol | Sint-Petersburg en Sebastopol | rayons                     | steden                      |
| Russische Federatie | federale districten | Sint-Petersburg en Sebastopol | Sint-Petersburg en Sebastopol | rayons                     | niet in Sebastopol : dorpen |
| Russische Federatie | federale districten | Sint-Petersburg en Sebastopol | Sint-Petersburg en Sebastopol | rayons                     | gemeentelijk districten     |
| Russische Federatie | federale districten | republieken Adygea, Altaj, Basjkirostan, Boerjatië, Chakassië, Dagestan, Ingoesjetië, Jakoetië, Kabardië-Balkarië, Kalmukkië, Karatsjaj-Tsjerkessië, Karelië, Komi, Krim, Mari El, Mordovië, Noord-Ossetië, Oedmoertië, Tatarije, Toeva, Tsjetsjenië en Tsjoevasjië | republieken Adygea, Altaj, Basjkirostan, Boerjatië, Chakassië, Dagestan, Ingoesjetië, Jakoetië, Kabardië-Balkarië, Kalmukkië, Karatsjaj-Tsjerkessië, Karelië, Komi, Krim, Mari El, Mordovië, Noord-Ossetië, Oedmoertië, Tatarije, Toeva, Tsjetsjenië en Tsjoevasjië | stedelijk districten       | stedelijk districten        |
| Russische Federatie | federale districten | republieken Adygea, Altaj, Basjkirostan, Boerjatië, Chakassië, Dagestan, Ingoesjetië, Jakoetië, Kabardië-Balkarië, Kalmukkië, Karatsjaj-Tsjerkessië, Karelië, Komi, Krim, Mari El, Mordovië, Noord-Ossetië, Oedmoertië, Tatarije, Toeva, Tsjetsjenië en Tsjoevasjië | republieken Adygea, Altaj, Basjkirostan, Boerjatië, Chakassië, Dagestan, Ingoesjetië, Jakoetië, Kabardië-Balkarië, Kalmukkië, Karatsjaj-Tsjerkessië, Karelië, Komi, Krim, Mari El, Mordovië, Noord-Ossetië, Oedmoertië, Tatarije, Toeva, Tsjetsjenië en Tsjoevasjië | gemeentelijk rayons        | stedelijke nederzetting     |
| Russische Federatie | federale districten | republieken Adygea, Altaj, Basjkirostan, Boerjatië, Chakassië, Dagestan, Ingoesjetië, Jakoetië, Kabardië-Balkarië, Kalmukkië, Karatsjaj-Tsjerkessië, Karelië, Komi, Krim, Mari El, Mordovië, Noord-Ossetië, Oedmoertië, Tatarije, Toeva, Tsjetsjenië en Tsjoevasjië | republieken Adygea, Altaj, Basjkirostan, Boerjatië, Chakassië, Dagestan, Ingoesjetië, Jakoetië, Kabardië-Balkarië, Kalmukkië, Karatsjaj-Tsjerkessië, Karelië, Komi, Krim, Mari El, Mordovië, Noord-Ossetië, Oedmoertië, Tatarije, Toeva, Tsjetsjenië en Tsjoevasjië | gemeentelijk rayons        | landelijke nederzettingen   |
| Russische Federatie | federale districten | oblasten Amoer, Astrachan, Belgorod, Brjansk, Ivanovo, Jaroslavl, Kaliningrad, Kaloega, Kemerovo, Kirov, Koergan, Koersk, Kostroma, Leningrad, Lipetsk, Magadan, Moermansk, Moskou, Nizjni Novgorod, Novgorod, Novosibirsk, Oeljanovsk, Omsk, Orenburg, Orjol, Penza, Pskov, Rjazan, Rostov, Sachalin, Samara, Saratov, Smolensk, Sverdlovsk, Tambov, Toela, Tomsk, Tsjeljabinsk, Tver, Vladimir, Vologda, Voronezj en Wolgograd | oblasten Amoer, Astrachan, Belgorod, Brjansk, Ivanovo, Jaroslavl, Kaliningrad, Kaloega, Kemerovo, Kirov, Koergan, Koersk, Kostroma, Leningrad, Lipetsk, Magadan, Moermansk, Moskou, Nizjni Novgorod, Novgorod, Novosibirsk, Oeljanovsk, Omsk, Orenburg, Orjol, Penza, Pskov, Rjazan, Rostov, Sachalin, Samara, Saratov, Smolensk, Sverdlovsk, Tambov, Toela, Tomsk, Tsjeljabinsk, Tver, Vladimir, Vologda, Voronezj en Wolgograd | stedelijk districten       | stedelijk districten        |
| Russische Federatie | federale districten | oblasten Amoer, Astrachan, Belgorod, Brjansk, Ivanovo, Jaroslavl, Kaliningrad, Kaloega, Kemerovo, Kirov, Koergan, Koersk, Kostroma, Leningrad, Lipetsk, Magadan, Moermansk, Moskou, Nizjni Novgorod, Novgorod, Novosibirsk, Oeljanovsk, Omsk, Orenburg, Orjol, Penza, Pskov, Rjazan, Rostov, Sachalin, Samara, Saratov, Smolensk, Sverdlovsk, Tambov, Toela, Tomsk, Tsjeljabinsk, Tver, Vladimir, Vologda, Voronezj en Wolgograd | oblasten Amoer, Astrachan, Belgorod, Brjansk, Ivanovo, Jaroslavl, Kaliningrad, Kaloega, Kemerovo, Kirov, Koergan, Koersk, Kostroma, Leningrad, Lipetsk, Magadan, Moermansk, Moskou, Nizjni Novgorod, Novgorod, Novosibirsk, Oeljanovsk, Omsk, Orenburg, Orjol, Penza, Pskov, Rjazan, Rostov, Sachalin, Samara, Saratov, Smolensk, Sverdlovsk, Tambov, Toela, Tomsk, Tsjeljabinsk, Tver, Vladimir, Vologda, Voronezj en Wolgograd | gemeentelijk rayons        | stedelijke nederzetting     |
| Russische Federatie | federale districten | oblasten Amoer, Astrachan, Belgorod, Brjansk, Ivanovo, Jaroslavl, Kaliningrad, Kaloega, Kemerovo, Kirov, Koergan, Koersk, Kostroma, Leningrad, Lipetsk, Magadan, Moermansk, Moskou, Nizjni Novgorod, Novgorod, Novosibirsk, Oeljanovsk, Omsk, Orenburg, Orjol, Penza, Pskov, Rjazan, Rostov, Sachalin, Samara, Saratov, Smolensk, Sverdlovsk, Tambov, Toela, Tomsk, Tsjeljabinsk, Tver, Vladimir, Vologda, Voronezj en Wolgograd | oblasten Amoer, Astrachan, Belgorod, Brjansk, Ivanovo, Jaroslavl, Kaliningrad, Kaloega, Kemerovo, Kirov, Koergan, Koersk, Kostroma, Leningrad, Lipetsk, Magadan, Moermansk, Moskou, Nizjni Novgorod, Novgorod, Novosibirsk, Oeljanovsk, Omsk, Orenburg, Orjol, Penza, Pskov, Rjazan, Rostov, Sachalin, Samara, Saratov, Smolensk, Sverdlovsk, Tambov, Toela, Tomsk, Tsjeljabinsk, Tver, Vladimir, Vologda, Voronezj en Wolgograd | gemeentelijk rayons        | landelijke nederzettingen   |
| Russische Federatie | federale districten | Irkoetsk | districten | stedelijk districten       | stedelijk districten        |
| Russische Federatie | federale districten | Irkoetsk | districten | gemeentelijk rayons        | stedelijke nederzetting     |
| Russische Federatie | federale districten | Irkoetsk | districten | gemeentelijk rayons        | landelijke nederzettingen   |
| Russische Federatie | federale districten | Archangelsk en Tjoemen | autonome districten Chanto-Mansië, Jamalië en Nenetsië | stedelijk districten       | stedelijk districten        |
| Russische Federatie | federale districten | Archangelsk en Tjoemen | autonome districten Chanto-Mansië, Jamalië en Nenetsië | gemeentelijk rayons        | stedelijke nederzetting     |
| Russische Federatie | federale districten | Archangelsk en Tjoemen | autonome districten Chanto-Mansië, Jamalië en Nenetsië | gemeentelijk rayons        | landelijke nederzettingen   |
| Russische Federatie | federale districten | autonoom district Tsjoekotka | autonoom district Tsjoekotka | stedelijk districten       | stedelijk districten        |
| Russische Federatie | federale districten | autonoom district Tsjoekotka | autonoom district Tsjoekotka | gemeentelijk rayons        | stedelijke nederzetting     |
| Russische Federatie | federale districten | autonoom district Tsjoekotka | autonoom district Tsjoekotka | gemeentelijk rayons        | landelijke nederzettingen   |
| Russische Federatie | federale districten | gewesten Altaj, Chabarovsk, Krasnodar, Krasnojarsk, Primorje en Stavropol | gewesten Altaj, Chabarovsk, Krasnodar, Krasnojarsk, Primorje en Stavropol | stedelijk districten       | stedelijk districten        |
| Russische Federatie | federale districten | gewesten Altaj, Chabarovsk, Krasnodar, Krasnojarsk, Primorje en Stavropol | gewesten Altaj, Chabarovsk, Krasnodar, Krasnojarsk, Primorje en Stavropol | gemeentelijk rayons        | stedelijke nederzetting     |
| Russische Federatie | federale districten | gewesten Altaj, Chabarovsk, Krasnodar, Krasnojarsk, Primorje en Stavropol | gewesten Altaj, Chabarovsk, Krasnodar, Krasnojarsk, Primorje en Stavropol | gemeentelijk rayons        | landelijke nederzettingen   |
| Russische Federatie | federale districten | Kamtsjatka, Perm en Transbaikal | districten | stedelijk districten       | stedelijk districten        |
| Russische Federatie | federale districten | Kamtsjatka, Perm en Transbaikal | districten | gemeentelijk rayons        | stedelijke nederzetting     |
| Russische Federatie | federale districten | Kamtsjatka, Perm en Transbaikal | districten | gemeentelijk rayons        | landelijke nederzettingen   |
| Russische Federatie | federale districten | autonome oblast Joodse Autonome Oblast | autonome oblast Joodse Autonome Oblast | stedelijk districten       | stedelijk districten        |
| Russische Federatie | federale districten | autonome oblast Joodse Autonome Oblast | autonome oblast Joodse Autonome Oblast | gemeentelijk rayons        | stedelijke nederzetting     |
| Russische Federatie | federale districten | autonome oblast Joodse Autonome Oblast | autonome oblast Joodse Autonome Oblast | gemeentelijk rayons        | landelijke nederzettingen   |
| Toelichting: 1. 2. 3. 4. 5. 6. 7. 8. 9. 10. 11. 12. 13. 14. 15. |                     | | |                            |                             |
| Bronnen: - (en) Constitution of the Russian Federation (staatsinrichting, hoofdstuk 3 over de federale structuur en hoofdstuk 8 over het lokaal bestuur) - (en) Report of the World Observatory on Subnational Government Finance and Investment: Russian Federation, OECD/UCLG, 2019 - (en) Jeff Hays: Local Government in Russia, Facts and Details - (en) Local and regional democracy in the Russian Federation, Report to the Congres of Local and Regional Authorities, Council of Europe, 2019 - (en) Federal subjects of Russia - (en) Municipal divisions of Russia - (nl) Bestuurlijke indeling van Rusland |                     | | |                            |                             |

### San Marino
De Republiek San Marino (Italiaans: Repubblica di San Marino) is een onafhankelijke en algemeen erkende republiek.
| Republiek San Marino | kastelen |
| Toelichting: 1. 2. 3. |          |
| Bronnen: - (it) Dichiarazione dei diritti dei cittadini e dei principi fondamentali dell'ordinamento sammarinese (staatsinrichting) - (it) Castelli di San Marino |          |

### Sark
Sark (Engels: Sark) is als afhankelijkheid (dependency) een onderdeel van →Guernsey.

### Servië
De Republiek Servië (Servisch: Република Србија/Republika Srbija) is een onafhankelijke en algemeen erkende republiek. De afscheiding van →Kosovo wordt door veel landen, maar niet door Servië erkend.
| Republiek Servië | Centraal-Servië                               | stad Belgrado             | stadsgemeenten | stadsgemeenten      |
| Republiek Servië | Centraal-Servië                               | stad Belgrado             | gemeenten      |                     |
| Republiek Servië |                                               | bestuursdistricten        | steden         | stadsgemeenten      |
| Republiek Servië | gemeenten                                     | bestuursdistricten        |                |                     |
| Republiek Servië | autonome provincie feitelijk alleen Vojvodina | administratief districten | steden         | evt. stadsgemeenten |
| Republiek Servië | autonome provincie feitelijk alleen Vojvodina | administratief districten | gemeenten      |                     |
| Toelichting: 1. 2. 3. 4. 5. 6. 7. 8. |                                               |                           |                |                     |
| Bronnen: - (en) Constitution of the Republic of Serbia (staatsinrichting, deel 7 over autonome provincies, steden en gemeenten) - (en) ISO 3166-2-RS, International Organization for Standardization (autonome provincies, stad en districten) - (en) Report of the World Observatory on Subnational Government Finance and Investment: Serbia, OECD/UCLG, 2019 - (en) Local and Regional Government in Europe, p. 41 Serbia, Council of European Municipalities, 2011 - (en) Divisons of Powers: Slovakia, European Committee of the Regions, 2019 - (nl) Bestuurlijke indeling van Servië |                                               |                           |                |                     |

### Slovenië
De Republiek Slovenië (Sloveens: Republika Slovenija) is een onafhankelijke en algemeen erkende republiek.
| Republiek Slovenië | bestuurseenheden | stedelijke gemeenten  | buurtgemeenschappen |
| Republiek Slovenië | bestuurseenheden | gemeenten             |                     |
| Republiek Slovenië | bestuurseenheden | lokale gemeenschappen |                     |
| Toelichting: 1. 2. 3. 4. 5. 6. 7. |                  |                       |                     |
| Bronnen: - (nl) Verdrag betreffende de werking van de Europese Unie (werking, waarvan artikel 2 over de bevoegdheden van de Unie en de lidstaten) - (en) Constitution of the Republic of Slovenia (staatsinrichting, artikel 139 over gemeenten) - (en) Report of the World Observatory on Subnational Government Finance and Investment: Slovenia, OECD/UCLG, 2019 - (en) Local and Regional Government in Europe, p. 43 Slovenia, Council of European Municipalities, 2011 - (en) Divisons of Powers: Slovenia, European Committee of the Regions, 2019 - (nl) Bestuurlijke indeling van Slovenië |                  |                       |                     |

### Slowakije
De Slowaakse Republiek (Slowaaks: Slovenská Republika) is een onafhankelijke en algemeen erkende republiek.
| Slowaakse Republiek | zelfbestuursgewesten | districten | steden    |
| Slowaakse Republiek | zelfbestuursgewesten | districten | gemeenten |
| Toelichting: 1. 2. 3. 4. 5. 6. |                      |            |           |
| Bronnen: - (nl) Verdrag betreffende de werking van de Europese Unie (werking, waarvan artikel 2 over de bevoegdheden van de Unie en de lidstaten) - (en) Constitution of the Slovak Republic (staatsinrichting, artikel 65 over gemeenten en gewesten) - (en) Report of the World Observatory on Subnational Government Finance and Investment: Slovak Republic, OECD/UCLG, 2019 - (en) Local and Regional Government in Europe, p. 42 Slovakia, Council of European Municipalities, 2011 - (en) Divisons of Powers: Slovakia, European Committee of the Regions, 2019 - (sk) Okres (Slovensko) (districten) - (nl) Bestuurlijke indeling van Slowakije |                      |            |           |

### Spanje
Het Koninkrijk Spanje (Spaans: Reino de España) is een onafhankelijke en algemeen erkende federale monarchie.
| Bestuurslagen in Spanje | Bestuurslagen in Spanje                                                    | Bestuurslagen in Spanje      | Bestuurslagen in Spanje      | Bestuurslagen in Spanje | Bestuurslagen in Spanje | Bestuurslagen in Spanje |
| --- | -------------------------------------------------------------------------- | ---------------------------- | ---------------------------- | ----------------------- | ----------------------- | ----------------------- |
| Koninkrijk Spanje | autonome gemeenschap Andalusië, Aragón, Catalonië, Extremadura en Valencia | provincies                   | comarca's                    | gemeenten               | gemeenten               |                         |
| Koninkrijk Spanje | Asturië                                                                    |                              |                              | gemeenten               | gemeenten               |                         |
| Koninkrijk Spanje | Asturië                                                                    | evt. parochies               |                              |                         |                         |                         |
| Koninkrijk Spanje | Balearen en de Canarische Eilanden                                         | eilanden                     | eilanden                     | gemeenten               | gemeenten               |                         |
| Koninkrijk Spanje | Baskenland                                                                 | historische gebieden Álava   | cuadrilla's                  | gemeenten               | gemeenten               |                         |
| Koninkrijk Spanje | Baskenland                                                                 | overige historische gebieden | overige historische gebieden | gemeenten               | gemeenten               |                         |
| Koninkrijk Spanje | Cantabrië                                                                  |                              | comarca's                    | gemeenten               | gemeenten               |                         |
| Koninkrijk Spanje | Castilië-La Mancha en Castilië en León                                     | provincies                   | provincies                   | gemeenten               | gemeenten               |                         |
| Koninkrijk Spanje | Galicië                                                                    | provincies                   | comarca's                    | gemeenten               | evt. parochies          |                         |
| Koninkrijk Spanje | Madrid, Murcia en La Rioja                                                 |                              |                              | gemeenten               | gemeenten               |                         |
| Koninkrijk Spanje | Navarra                                                                    |                              |                              | gemeenten               | evt. raden              |                         |
| Koninkrijk Spanje |                                                                            |                              | autonome steden              |                         |                         |                         |
| Toelichting: 1. 2. 3. 4. 5. 6. 7. 8. 9. 10. 11. 12. 13. 14. |                                                                            |                              |                              |                         |                         |                         |
| Bronnen: - (nl) Verdrag betreffende de werking van de Europese Unie (werking, waarvan artikel 2 over de bevoegdheden van de Unie en de lidstaten) - (es) Constitución Española (staatsinrichting, artikel 140 over de gemeenten, artikel 141 over de provincies en eilanden en artikel 143 e.v. over autonome gemeenschappen) - (en) Report of the World Observatory on Subnational Government Finance and Investment: Spain, OECD/UCLG, 2019 - (en) Local and Regional Government in Europe, p. 44 Spain, Council of European Municipalities, 2011 - (en) Divisons of Powers: Spain, European Committee of the Regions, 2019 - (en) Participatory Local Democracy: Spain, The Hunger Project, 2019 - (es) Comarcas de España (comarcas) - (es) Ciudad autónoma (autonome steden) - (nl) Bestuurlijke indeling van Spanje |                                                                            |                              |                              |                         |                         |                         |

### Spitsbergen
Spitsbergen (Noors: Svalbard) is als bijzonder statusgebied (område med særstatus) onderdeel van →Noorwegen.

### Transnistrië
De Pridnestrovische Moldavische Republiek (Roemeens (Moldavisch in het cyrillisch alfabet): Република Молдовеняскэ Нистрянэ, Republica Moldovenească Nistreană; Russisch: Приднестровская Молдавская Республика, Pridnestrovskaja Moldavskaja Respublika; Oekraïens: Придністровська Молдавська Республіка, Prydnistrovs'ka Moldavs'ka Respublika) is een niet-algemeen erkende onafhankelijke republiek, afgescheiden van →Moldavië. Moldavië beschouwt Transnistrië als deel van Moldavië, gelegen in de territoriale eenheid Transnistrië en een aantal rayons.
| Pridnestrovische Moldavische Republiek |        | steden    |
| Pridnestrovische Moldavische Republiek | rayons | steden    |
| Pridnestrovische Moldavische Republiek | rayons | gemeenten |
| Toelichting: 1. 2. 3. 4. 5. |        |           |
| Bronnen: - (en) Constitution of the Pridnestrovian Moldovan Republic (staatsinrichting, artikel 77 e.v. over lokaal zelfbestuur) - (ru) Административно-территориальное деление Приднестровской Молдавской Республики - (nl) Bestuurlijke indeling van Transnistrië |        |           |

### Tsjechië
De Tsjechische Republiek (Tsjechisch: Česká republika) is een onafhankelijke en algemeen erkende republiek.
| Tsjechische Republiek |          | hoofdstad                                  | stadsdelen      |
| Tsjechische Republiek | gewesten | statuutsteden                              | evt. stadsdelen |
| Tsjechische Republiek | gewesten | gemeenten met uitgebreide bevoegdheid      |                 |
| Tsjechische Republiek | gewesten | gemeenten met opgedragen lokale autoriteit |                 |
| Tsjechische Republiek | gewesten | gemeenten                                  |                 |
| Toelichting: 1. 2. 3. 4. 5. 6. 7. |          |                                            |                 |
| Bronnen: - (nl) Verdrag betreffende de werking van de Europese Unie (werking, waarvan artikel 2 over de bevoegdheden van de Unie en de lidstaten) - (en) Constitution of the Czech Republic (staatsinrichting, artikel 99 e.v. over gewesten en gemeenten) - (en) Report of the World Observatory on Subnational Government Finance and Investment: Czech Republic, OECD/UCLG, 2019 - (en) Local and Regional Government in Europe, p. 13 Czech Republic, Council of European Municipalities, 2011 - (en) Divisons of Powers: Czech Republic, European Committee of the Regions, 2019 - (nl) Bestuurlijke indeling van Tsjechië |          |                                            |                 |

### Turkije
De Republiek Turkije (Turks: Türkiye Cumhuriyeti) is een onafhankelijke en algemeen erkende republiek.
| Republiek Turkije | provincies                |                           | provinciegemeenten     |
| Republiek Turkije | provincies                | districten                | districtsgemeenten     |
| Republiek Turkije | provincies                | districten                | plaatselijke gemeenten |
| Republiek Turkije | provincies                | districten                | dorpen                 |
| Republiek Turkije | grootstedelijke gemeenten | grootstedelijke gemeenten | districtsgemeenten     |
| Toelichting: 1. 2. 3. 4. 5. 6. 7. 8. 9. |                           |                           |                        |
| Bronnen: - (en) Constitution of the Republic of Turkey (staatsinrichting, artikel 126 over provincies en artikel 127 over lokaal bestuur) - (en) Report of the World Observatory on Subnational Government Finance and Investment: Turkey, OECD/UCLG, 2019 - (en) Divisons of Powers: Turkey, European Committee of the Regions, 2019 - (en) Types of Local Governments, Türkiye Belediyeler Birliği - (en) Metropolitan municipalities in Turkey - (en) 2013 Turkish local government reorganisation - (nl) Bestuurlijke indeling van Turkije |                           |                           |                        |

### Vaticaanstad
De Staat Vaticaanstad (Italiaans: Stato della Cittá del Vaticano; Latijn: Status Civitatis Vaticanae) is een onafhankelijke en algemeen erkende monarchie.
| Staat Vaticaanstad                                                                         |
| Toelichting: 1. 2.                                                                         |
| Bronnen: - (it) Legge fondamentale dello Stato della Città del Vaticano (staatsinrichting) |

### Verenigd Koninkrijk
Het Verenigd Koninkrijk van Groot-Brittannië en Noord-Ierland (Engels: United Kingdom of Great Britain and Northern Ireland) is een onafhankelijke en algemeen erkende min of meer federale monarchie.
| Bestuurslagen in het Verenigd Koninkrijk | Bestuurslagen in het Verenigd Koninkrijk | Bestuurslagen in het Verenigd Koninkrijk | Bestuurslagen in het Verenigd Koninkrijk | Bestuurslagen in het Verenigd Koninkrijk | Bestuurslagen in het Verenigd Koninkrijk | Bestuurslagen in het Verenigd Koninkrijk |
| --- | --- | ---------------------------------------- | ---------------------------------------- | ---------------------------------------- | ---------------------------------------- | ---------------------------------------- |
| Verenigd Koninkrijk van Groot-Brittannië en Noord-Ierland | landen Engeland | regio's Groot Londen                     |                                          |                                          | boroughs                                 |                                          |
| Verenigd Koninkrijk van Groot-Brittannië en Noord-Ierland | landen Engeland | regio's Groot Londen                     | stad                                     |                                          |                                          |                                          |
| Verenigd Koninkrijk van Groot-Brittannië en Noord-Ierland | landen Engeland | overige regio's                          | metropolitane county's                   |                                          | metropolitane boroughs                   |                                          |
| Verenigd Koninkrijk van Groot-Brittannië en Noord-Ierland | landen Engeland | overige regio's                          | landelijke county's                      | districten                               | evt. parochies                           |                                          |
| Verenigd Koninkrijk van Groot-Brittannië en Noord-Ierland | landen Engeland | overige regio's                          | eenheidsautoriteiten                     | eenheidsautoriteiten                     | evt. parochies                           |                                          |
| Verenigd Koninkrijk van Groot-Brittannië en Noord-Ierland | Schotland |                                          | raadsgebieden                            | raadsgebieden                            | gemeenschappen                           |                                          |
| Verenigd Koninkrijk van Groot-Brittannië en Noord-Ierland | Wales |                                          | hoofdgebieden                            | hoofdgebieden                            | evt. gemeenschappen                      |                                          |
| Verenigd Koninkrijk van Groot-Brittannië en Noord-Ierland | Noord-Ierland |                                          | districten                               | districten                               | districten                               |                                          |
| Verenigd Koninkrijk van Groot-Brittannië en Noord-Ierland | Brits overzees territoria →Akrotiri en Dhekelia, →Anguilla, →Bermuda, Brits Antarctisch Territorium, →Brits Indische Oceaanterritorium, →Britse Maagdeneilanden, →Falklandeilanden, →Gibraltar, →Kaaimaneilanden, →Montserrat, →Pitcairneilanden, →Sint-Helena, Ascension en Tristan da Cunha, →Turks- en Caicoseilanden en →Zuid-Georgia en de Zuidelijke Sandwicheilanden |                                          |                                          |                                          |                                          |                                          |
| Verenigd Koninkrijk van Groot-Brittannië en Noord-Ierland | kroonafhankelijkheid →Guernsey, →Jersey en →Man |                                          |                                          |                                          |                                          |                                          |
| Toelichting: 1. 2. 3. 4. 5. 6. 7. 8. 9. 10. 11. 12. 13. 14. 15. 16. 17. 18. 19. 20. 21. 22. 23. 24. 25. - De termen county, letterlijk graafschap, en borough, afgeleid van burg of burcht, en town worden niet in het Nederlands vertaald. | |                                          |                                          |                                          |                                          |                                          |
| Bronnen: - (en) Commonwealth Local Government Handbook: United Kingdom, Commonwealth Local Government Forum, 2018 - (en) Report of the World Observatory on Subnational Government Finance and Investment: United Kingdom, OECD/UCLG, 2019 - (en) Local and Regional Government in Europe, p. 52 United Kingdom, Council of European Municipalities, 2011 - (en) Divisons of Powers: United Kingdom, European Committee of the Regions, 2019 - (en) Combined authority (gecombineerde autoriteiten) - (nl) Bestuurlijke indeling van het Verenigd Koninkrijk - (nl) Regering van het Verenigd Koninkrijk | |                                          |                                          |                                          |                                          |                                          |

### Wit-Rusland
De Republiek Wit-Rusland (Wit-Russisch: Рэспубліка Беларусь, :Respublika Belarus' ; Russisch: Республика Беларусь. :Respublika Belarus' ) is een onafhankelijke en algemeen erkende republiek.
| Republiek Belarus | stad     | stad   | rayons         |
| Republiek Belarus | oblasten |        | oblaststeden   |
| Republiek Belarus | oblasten | rayons | rayonsteden    |
| Republiek Belarus | oblasten | rayons | nederzettingen |
| Republiek Belarus | oblasten | rayons | dorpen         |
| Toelichting: 1. 2. 3. 4. 5. 6. 7. 8. 9. 10. |          |        |                |
| Bronnen: - (en) Fundamental Law of the Republic of Belarus (staatsinrichting, artikel 9 over provinces, rayons en steden) - (en) Report of the World Observatory on Subnational Government Finance and Investment: Belarus, OECD/UCLG, 2019 - (en) Divisons of Powers: Belarus, European Committee of the Regions, 2019 - (nl) Bestuurlijke indeling van Wit-Rusland |          |        |                |

### Zuid-Ossetië
De Republiek Zuid-Ossetië (Ossetisch: Республикæ Хуссар Ирыстон-Паддзахад Алани, Respublika Chussar Iryston-Paddzachad Alani; Russisch: Республика Южная Осетия-Государство Алания, Respublika Južnaja Osetija-Gosudarstvo Alanija) is een de facto afscheidingsrepubliek van →Georgië met zeer beperkte internationale erkenning en staat feitelijk onder Russische controle.
| Republiek Zuid-Ossetië-Staat Alanië |        | zelfbestuurde stad |
| Republiek Zuid-Ossetië-Staat Alanië | rayons | gemeenschappen     |
| Toelichting: 1. 2. 3. 4. 5. |        |                    |
| Bronnen: - (ru) Grondwet van de Republiek Zuid-Ossetië - (ru) Local self-government in South Ossetia as a virtual reality - (ru) Административно-территориальное деление Республики Южная Осетия - (nl) Bestuurlijke indeling van Zuid-Ossetië |        |                    |

### Zweden
Het Koninkrijk Zweden (Zweeds: Konungariket Sverige) is een onafhankelijke en algemeen erkende monarchie.
| Koninkrijk Zweden | regio's/provincies | gemeenten |
| Toelichting: 1. 2. 3. 4. |                    |           |
| Bronnen: - (nl) Verdrag betreffende de werking van de Europese Unie (werking, waarvan artikel 2 over de bevoegdheden van de Unie en de lidstaten) - (sv) Regeringsformen (staatsinrichting, artikel 7 en hoofdstuk 14 over gemeenten en landstingen) - (sv) Fakta om kommuner och regioner, Sveriges kommuner och landsting (gemeenten en regio's) - (en) Report of the World Observatory on Subnational Government Finance and Investment: Sweden, OECD/UCLG, 2019 - (en) Local and Regional Government in Europe, p. 45 Sweden, Council of European Municipalities, 2011 (deels verouderd) - (en) Divisons of Powers: Sweden, European Committee of the Regions, 2019 - (nl) Bestuurlijke indeling van Zweden |                    |           |

### Zwitserland
De Zwitserse Confederatie (Duits: Schweizerische Eidgenossenschaft; Frans: Confédération suisse; Italiaans: Confederazione Svizzera) is een onafhankelijke en algemeen erkende federale republiek.
| Zwitserse Confederatie | kantons Appenzell Ausserrhoden, Appenzell Innerrhoden, Genève, Glarus, Luzern, Neuchâtel, Nidwalden en Schaffhausen. | kantons Appenzell Ausserrhoden, Appenzell Innerrhoden, Genève, Glarus, Luzern, Neuchâtel, Nidwalden en Schaffhausen. | kantons Appenzell Ausserrhoden, Appenzell Innerrhoden, Genève, Glarus, Luzern, Neuchâtel, Nidwalden en Schaffhausen. | gemeenten                   | gemeenten                   |
| Zwitserse Confederatie | Bazel-Stad, Obwalden, Sankt Gallen, Uri en Zug.                                                                      | Bazel-Stad, Obwalden, Sankt Gallen, Uri en Zug.                                                                      | Bazel-Stad, Obwalden, Sankt Gallen, Uri en Zug.                                                                      | gemeenten & burgergemeenten | gemeenten & burgergemeenten |
| Zwitserse Confederatie | Graubünden | Graubünden | regio's | gemeenten & burgergemeenten | gemeenten & burgergemeenten |
| Zwitserse Confederatie | Aargau, Bazel-Land, Jura, Solothurn, Thurgau en Wallis                                                               | districten | districten | gemeenten & burgergemeenten | gemeenten & burgergemeenten |
| Zwitserse Confederatie | Bern | bestuursregio | bestuurskreis | gemeenten & burgergemeenten | gemeenten & burgergemeenten |
| Zwitserse Confederatie | Ticino | districten | cirkels | gemeenten & burgergemeenten | gemeenten & burgergemeenten |
| Zwitserse Confederatie | Zürich | districten | districten | stad                        | kreisen                     |
| Zwitserse Confederatie | Zürich | districten | districten | gemeenten                   |                             |
| Toelichting: 1. 2. 3. 4. 5. 6. 7. 8. - De aanduiding Kreis betekent letterlijk cirkel, kring of kreits, wordt ook wel vertaald met district, maar wordt in het algemeen niet vertaald. | | | |                             |                             |
| Bronnen: - (de) Bundesverfassung der Schweizerischen Eidgenossenschaft (staatsinrichting, artikel 3 over kantons, titel 3 over bond en kantons, en artikel 50 over gemeenten) - (en) Report of the World Observatory on Subnational Government Finance and Investment: Switzerland, OECD/UCLG, 2019 - (en) Local and Regional Government in Europe, p. 46 Switzerland, Council of European Municipalities, 2011 - (de) Bürgergemeinde, Historisches Lexikon der Schweiz - (de) 148 Bezirke und 26 Kantone der Schweiz, Bundesamt für Statistik (districten) - (de) Bezirk (Schweiz) (districten) - (nl) Bestuurlijke indeling van Zwitserland - (nl) Overheid van Zwitserland - (nl) Politiek in Zwitserland | | | |                             |                             |

## Supranationale organisatie

### Europese Unie
De Europese Unie is een supranationale organisatie van onafhankelijke landen, waaraan zij burgers bindende bevoegdheden hebben overgedragen.
| Toelichting: De Europese Unie heeft de Europese Raad als samenkomst van de staatshoofden en regeringsleiders van de lidstaten, voorgezeten door de Voorzitter van de Europese Raad, een Europese Commissie met de voorzitter als regering, als volksvertegenwoordiging het direct gekozen Europees Parlement met de Raad van de Europese Unie als vertegenwoordiging van de regeringen van de lidstaten. Lidstaten zijn België, Bulgarije, Cyprus, Denemarken, Duitsland, Estland, Finland, Frankrijk, Griekenland, Hongarije, Ierland, Italië, Kroatië, Letland, Litouwen, Luxemburg, Malta, Nederland, Oostenrijk, Polen, Portugal, Roemenië, Slovenië, Slowakije, Spanje, Tsjechië en Zweden. |
| Bronnen: - (nl) Verdrag betreffende de werking van de Europese Unie (werking, waarvan artikel 2 over de bevoegdheden van de Unie en de lidstaten) - (nl) Wat is de Europese Unie, Rijksoverheid - (nl) EU-instellingen en -organen, Europese Unie - (nl) Instellingen van de Europese Unie - (nl) Europese Unie van A tot Z - (nl) Gemeenschapsrecht |

## Algemene bronnen
- (en) Constitute met een overzicht van grondwetten wereldwijd
- (en) Constitutions, Legislationsonline met toegang tot grondwetten van de lidstaten van de Organisatie voor Veiligheid en Samenwerking in Europa (OVSE/OSCE)
- (en) Country profiles: regional facts and figures, OECD met een beschrijving van het bestuur in de lidstaten van de Organisatie voor Economische Samenwerking en Ontwikkeling (OESO/OECD).
- (en) Subnational Governments Around the World, Country Profiles, OECD met schematisch overzicht van lokaal bestuur in lidstaten van de OESO en andere landen
- (en) Local and Regional Government in Europe. Structures and Competences, Council of European Municipalities, 2011 met een overzicht van regionaal en lokaal bestuur in Europa
- (en) Divisons of Powers, European Committee of the Regions met overzichten van sub-nationaal bestuur in de Europese Unie, kandidaatleden, potentiële kandidaten, Eastern partnership landen, Southern Neigbourhood Area landen en IJsland
- (en) Commonwealth Local Government Handbook and individual country profiles, Commonwealth Local Government Forum met beschrijvingen van lokaal bestuur in de lidstaten van het Gemenebest
- (en) The Hunger Project. Participatory Local Democracy, country profiles, The Hunger Project met beschrijvingen van lokale democratie van veel landen in de wereld
- (en) Country Codes Collection, International Organization for Standardization met per land een overzicht van het eerste decentrale niveau